# 俵山トンネル
俵山トンネル（たわらやまトンネル）は、熊本県道28号熊本高森線俵山バイパスの道路トンネルである。熊本県阿蘇郡西原村と同南阿蘇村（開通当時は久木野村）の境に位置する。

## 歴史
1993年から熊本県により整備が進められ、本トンネルと全長757mの南阿蘇トンネル、4本の橋梁を含む約6kmの区間が2003年10月10日に開通した。本トンネルは全長2,057mで、上下各1車線。上下線の入口手前に電光式警報表示板、トンネル内に45台の押しボタン式通報装置、24台の非常電話機などが設置されている。
2016年4月14日より発生した熊本地震では、覆工コンクリートが崩落する被害を受けた。
国土交通省九州地方整備局は2016年6月29日から本トンネルの補修工事に着手すると発表、同年12月24日、同トンネルを含む県道約10kmの仮復旧工事が終わり、地震による通行止めからおよそ8か月ぶりに復旧した。

## 整備効果
俵山峠の旧道は道幅が狭く急カーブが連続し、冬季には路面凍結が生じる難所であった。本道の開通により3kmほど短縮され、熊本市街・熊本空港方面と南阿蘇村・高森町方面を結ぶ主要な観光ルートとして、一日当たり平日5100台、休日8800台の交通量が想定された。